# Рейпольский, Алексей Дмитриевич
Алексе́й Дми́триевич Рейпо́льский (род. 14 января 1945, Ленинград) — советский и российский художник-иллюстратор, художник-график и живописец.

## Биография
А. Д. Рейпольский родился 14 января 1945 года в Ленинграде (ныне — Санкт-Петербург). Среди его предков были известные священнослужители Костромской земли. Известен как мастер книжной иллюстрации.
В 1956 году поступил в среднюю художественную школу при Ленинградском институте живописи, скульптуры и архитектуры им. И. Е. Репина, а в 1963 году — на графический факультет института. Занимался в мастерской книжной графики под руководством профессора М. А. Таранова.
Серия линогравюр к роману Ф. М. Достоевского «Игрок», являющаяся дипломной работой художника, была удостоена высшей оценки и приобретена музеем-квартирой Ф. М. Достоевского в Санкт-Петербурге.
В 1969 году окончил институт, после чего работал в издательствах «Детгиз» и «Художник РСФСР» художественным редактором. С 1978 года является членом Союза художников РФ.
С середины 1980-х годов Рейпольский работает в технике масляной живописи и показывает свои картины на различных выставках. Постепенно художник приходит к работе для Русской православной церкви (среди его предков были известные священнослужители Костромской земли). Наиболее значительными иконописными произведениями стали образа для собора Св. Николая Чудотворца и церкви Св. Марии Магдалины в городе Павловске. Образ родного города занимает большое место в творчестве Рейпольского. Созданные им многочисленные офорты и литографии пользуются устойчивой популярностью у зрителей.
А. Д. Рейпольским исполнено более 100 работ маслом в области станковой и монументальной живописи, ряд иконописных произведений; большое число эстампов во всех разновидностях печатной графики; множество акварелей, пастелей и темперных работ; оформил и проиллюстрировал более 70 книжных изданий.
Работы художника хранятся в Государственном Эрмитаже, Государственном Русском музее, Государственном музее истории Санкт-Петербурга, Музее городской скульптуры, Военно-историческом музее артиллерии, инженерных войск и войск связи, Российской Национальной библиотеке, Новгородском музее-заповеднике, библиотеке Ватикана, в частных коллекциях в России и за рубежом.

## Творчество
Оформил и проиллюстрировал более 70 книжных изданий, среди которых: серия сказок Ш. Перро («Золушка», «Спящая красавица», «Красная шапочка», «Мальчик-с-пальчик», «Синяя борода», «Рике-хохолок», «Ослиная шкура»); сборник сказок А. С. Пушкина и поэма А. С. Пушкина «Руслан и Людмила»; драма М. Ю. Лермонтова «Маскарад» и сказка М. Ю. Лермонтова «Ашик-Кериб»; роман Ф. М. Достоевского «Игрок»; сказка А. Погорельского «Чёрная курица, или Подземные жители»; роман В. Скотта «Айвенго»; сборник поэтической лирики и переводов с английского С. Я. Маршака; сборник «Русские сказки»; книги-монографии, посвящённые М. Ю. Лермонтову, А. Н. Радищеву, Г. Р. Державину, А. А. Блоку.
Живописные работы, литографии, офорты, акварели с видами Санкт-Петербурга: парадные ансамбли центральных площадей и улиц Петербурга, набережные Невы, изгибы многочисленных рек и каналов.
Иконописные произведения: образа для Церкви Св. Марии Магдалины и Собора Св. Николая Чудотворца в городе Павловске.

### Книжные иллюстрации
1. Воронов, Николай Павлович. Голубиная охота : повести / худож. А. Рейпольский. — М. : Детская литература, 1980. — 176 с.: ил.
2. Перро, Шарль. Синяя Борода : волшебная сказка / Ш. Перро ; худож. А. Д. Рейпольский. - М. : Изобразительное искусство, 1985. - [28] с. : цв.ил.
3. Погорельский, Антоний. Черная курица, или Подземные жители: волшебная повесть для детей / худож. А. Д. Рейпольский. — Ленинград : Художник РСФСР, 1989. — 59 с.:цв. ил. ; 28 см.
4. Раковский, Леонтий Иосифович. Адмирал Ушаков : роман /худож. А. Д. Рейпольский. — Ленинград : Детская литература, 1973.- 318 с. : ил. ; 21 см.
5. РЕБЯТАМ О ЗВЕРЯТАХ : ПОВЕСТИ И РАССКАЗЫ О ЖИВОТНЫХ / Худож. А. Д. Рейпольский. — СПб. : Лениздат, 1995. — 447 с.: ил. -(БИБЛИОТЕКА ДЛЯ ДЕТЕЙ). — ISBN 5-289-01603-1.
6. Перро, Шарль. ЗОЛУШКА : СКАЗКА / Худож. А. Д. Рейпольский. — 2-е изд. — Л. : Художник РСФСР, 1982. — 35 с. : цв. ил.
7. Перро, Шарль. СПЯЩАЯ КРАСАВИЦА : СКАЗКА / худож. А. Рейпольский. — Л. : Художник РСФСР, 1978. — 32 с. : цв. ил.
8. Крымов, Юрий Соломонович.ТАНКЕР "ДЕРБЕНТ" / худож. А.Д. Рейпольский. - Л. :Лениздат, 1986. - 191, [1] с. : ил. - (Школьная библиотека)
9. Лебедев, Василий Алексеевич. Высокое поле : повести и рассказы /худож. А. Рейпольский. — Л. :Детская литература, 1971. — 192 с. : ил.
10. Кулунчакова, Б. И. Улица моего детства : повесть / худож. А. Рейпольский. — М. : Детская литература, 1986. — 93 с.: ил.
11. Козлов, Ю. А. Добрая ягода калина : РАССКАЗЫ И ПОВЕСТЬ /Худож. А. Рейпольский. — М. : Детская литература, 1981. — 111 с.: ил.
12. ОКТЯБРЯТСКАЯ НЕДЕЛЯ : РАССКАЗЫ И ПОВЕСТЬ /Худож. А. Рейпольский [Текст]. - Л. : Детская литература, 1977. - 96 с.: ил.
13. Ляленков, Владимир Дмитриевич. Знаменитая танковая : повесть / Худож. А.Рейпольский. — Л. : Детская литература, 1979. — 125 с.: ил.
14. Марью пишет сочинение : рассказы эстонских писателей /худож. А. Рейпольский. — Л. : Детская литература, 1978. — 95 с.: ил.
15. Тютчев Ф. И. Лирика. Письма / Ф. Тютчев; [Сост., послесл. и коммент. В. Я. Гречнева Худож. А. Д. Рейпольский]. — Л. : Лениздат, 1985. — 304 с. : ил. ; 20 см. — (Библиотека молодого рабочего). — Указ. писем по адресатам: с. 297—298
16. Лермонтов, Михаил Юрьевич. Маскарад : драма в 4-х действиях, в стихах /ил. А. Д. Рейпольского. -Санкт-Петербург ; Москва : Речь, 2014. — 191 с. : цв. ил. ; 26 см.
17. Пушкин, Александр Сергеевич. Золотые сказки /худож. А. Д. Рейпольский. — Санкт-Петербург : Азбука, 2014(макет 2015). — 127 с. : цв. ил. ; 31 см. — (Все цвета детства).
18. Пушкин, Александр Сергеевич. Руслан и Людмила : поэма в шести песнях /худож. А. Д. Рейпольский. — Москва ;Санкт-Петербург : Речь, 2013. — 103 с. : цв.ил. ; 34 см.
19. Перро, Шарль. Сказки: Золушка. Спящая красавица. Кот в Сапогах / худож. А. Д. Рейпольский. — Санкт-Петербург : Речь, 2012. — 87 с. : цв. ил. ; 30 см.
20. Перро, Шарль.Ослиная Шкура ; Подарки феи / худож. А. Д. Рейпольский. - Санкт-Петербург : Речь, 2012. - 50, [5] с. : цв. ил. ; 30 см. - (Речь о детях).
21. Лермонтов М. Ю. Ашик-Кериб : турецкая сказка / ил. А. Рейпольского. — Санкт-Петербург : Амфора, 2011. — 44, [3] с. : цв.ил. ; 25 см. — (Библиотека младшего школьника). 6000 экз. — ISBN 978-5-367-01983-4.
22. Скотт, Вальтер. АЙВЕНГО : РОМАН /ХУДОЖ. А.Д. РЕЙПОЛЬСКИЙ. — СПб. : Лениздат, 1998. — 508 С.: ИЛ. — (БИБЛИОТЕКА ДЛЯ ДЕТЕЙ ; Т. 31). — ISBN 5-289-00711-3.
23. Маршак, Самуил Яковлевич. ЛИРИКА; ПЕРЕВОДЫ / С. Я. Маршак ; Худож. А. Д. Рейпольский. — СПб. : Лениздат, 1996. — 430 с.: ил. — ISBN 5-289-01861-1.
24. Внуков, Николай Андреевич. Слушайте песню перьев : повесть / худож. А. Д. Рейпольский. — Л. : Лениздат, 1985. — 270 с. — (Библиотека юного ленинца).
25. Лермонтов, Михаил Юрьевич. Кавказские поэмы / художник А. Д. Рейпольский. — Санкт-Петербург ; Москва : Речь, 2018. — 320 с. : ил. ; 18 см. — (Малая Классика Речи).
26. Пушкин, Александр Сергеевич. Руслан и Людмила : поэма в шести песнях /художник А. Д. Рейпольский. — Санкт-Петербург ; Москва : Речь, 2018. — 192 с. : цв. ил. ; 18 см. — (Малая Классика Речи).
27. Лермонтов, Михаил Юрьевич. Мцыри : [поэма] / илл. А. Рейпольского. - Санкт-Петербург ;Москва : Пальмира : Группа Компаний Рипол классик, 2018. - 48 с. : цв. ил. ; 25 см. - (Иллюстрированная библиотека школьника).
28. Топелиус З. Золотые сказки: [для среднего школьного возраста] /художник А. Д. Рейпольский. - Санкт-Петербург : Азбука Азбука-Аттикус, 2018. - 137, [3] с. : цв. ил. ; 31 см
29. Пушкин, Александр Сергеевич. Повести покойного Ивана Петровича Белкина : [для среднего школьного возраста, 12+] /художник А. Д. Рейпольский. — Санкт-Петербург : Энас-Книга, 2019. — 121 с. : цв. ил. ; 23.5 x 20 x 1.5

### Графические работы
1. «Спас на крови». Офорт с акварелью.
2. «Меншиковский дворец». Офорт с акварелью.
3. «Андреевский собор». Офорт с акварелью.
4. «Адмиралтейство». Офорт с акварелью.
5. «Атланты». Офорт с акварелью.
6. «Троицкий собор». Офорт с акварелью.
7. «Дворцовая набережная 2». Офорт с акварелью.
8. «Стрелка Васильевского острова». Офорт с акварелью.
9. «Зимний дворец, Дворцовая площадь». Цветная литография.
10. «Екатерининский дворец». Цветная литография.
11. «Екатерининский дворец, лето». Цветная литография.
12. «Петергоф». Цветная литография.